# Dystrykt Senjeh
Dystrykt Senjeh - dystrykt w hrabstwie Bomi, w zachodniej części Liberii. Według spisu ludności z 2008 roku liczy sobie 29 325 mieszkańców, co czyni go najludniejszym dystryktem w hrabstwie.